# 久能木百香
久能木 百香（くのき ももか、1992年6月3日 - ）は、気象予報士。元新潟放送（BSN）アナウンサー。

## 来歴・人物
埼玉県戸田市出身。慶應義塾大学在学中、ファッション雑誌『with』でwith girlsとして活動した。卒業後、2015年新潟放送にラジオリポーターとして入社。『ゆうWAVE』などのリポーターを担当した。2016年に同局アナウンサーに転属。同年より『BSN NEWS ゆうなび』内の気象キャスターを務める。
2020年3月末日にて、ラジオリポーター時代を含めて5年間在職した新潟放送を退職。今後は気象会社へ転職する意向を明らかにし、その後ウェザーニューズに就職した。。

## 現在の出演番組

### テレビ朝日
- スーパーJチャンネル（2021年10月 - 隔週日曜）　- 天気担当

## 過去の出演番組

### 新潟放送ラジオリポーター時代
- ゆうWAVE
- 爆笑問題の日曜サンデー
- 午後も一番すっきりワイド

### 新潟放送アナウンサー時代
テレビ
- BSN NEWS ゆうなび（2016年3月28日 - 2020年3月27日） - 天気担当

ラジオ
- 近藤丈靖の独占!ごきげんアワー（2017年4月5日 - 2019年9月25日） - 水曜パーソナリティ
- ゆうなびラジオ - 天気担当